# Trurská katedrála
Trurská katedrála, oficiálně Katedrála Panny Marie v Truro (Cathedral of the Blessed Virgin Mary, Truro), je katedrála anglikánské církve nacházející se v anglickém městě Truro. Byla první katedrálou postavenou po skončení středověku a je jedinou dokončenou v 19. století. Byla postavena v novogotickém slohu a je jednou ze tří katedrál ve Velké Británii se třemi věžemi.

## Historie
Stavba byla zahájena roku 1880 na místě, kde v 16. století stál farní kostel. Autorem návrhu byl John Loughborough Pearson, vedoucí postava neogotického směru 19. století. Návrh je kombinací rané gotiky a francouzských prvků, především věží a kulatých oken. Podobnost s Lincolnskou katedrálou není náhodná, protože Pearson byl architektem i této katedrály. Centrální věž dosahuje výšky 76 m, zatímco západní věže jsou 61 m vysoké.
Základní kámen byl položen roku 1880 a první část katedrály byla vysvěcena roku 1887. Hlavní věž byla dokončena roku 1905 a celá budova, včetně dvou západních věží, roku 1910. Chrámová loď původního kostela je součástí jihovýchodního křídla katedrály a je stále používána jako farní kostel. Pearson však roku 1897 zemřel a stavbu dokončil jeho syn Frank.
Počet návštěvníků dosahuje ročně čísla 200 000. Roku 2002 bylo východní křídlo rekonstruováno a původní kámen byl nahrazen kamenem z Bathu. Podobně bylo roku 2005 rekonstruováno i západní křídlo.